# Mont Serein
Pour les articles homonymes, voir Serein.
Le mont Serein est un sommet secondaire culminant à 1 437 m d'altitude, sur le versant septentrional du mont Ventoux, dans la commune de Beaumont-du-Ventoux, où s'est développée la station de sports d'hiver du même nom.

## Géographie

### Accès
La station est accessible par la route départementale 974. L'accès en transport en commun est proposé, au prix d'un euro, entre Carpentras et le mont Serein, via Malaucène.

## Histoire

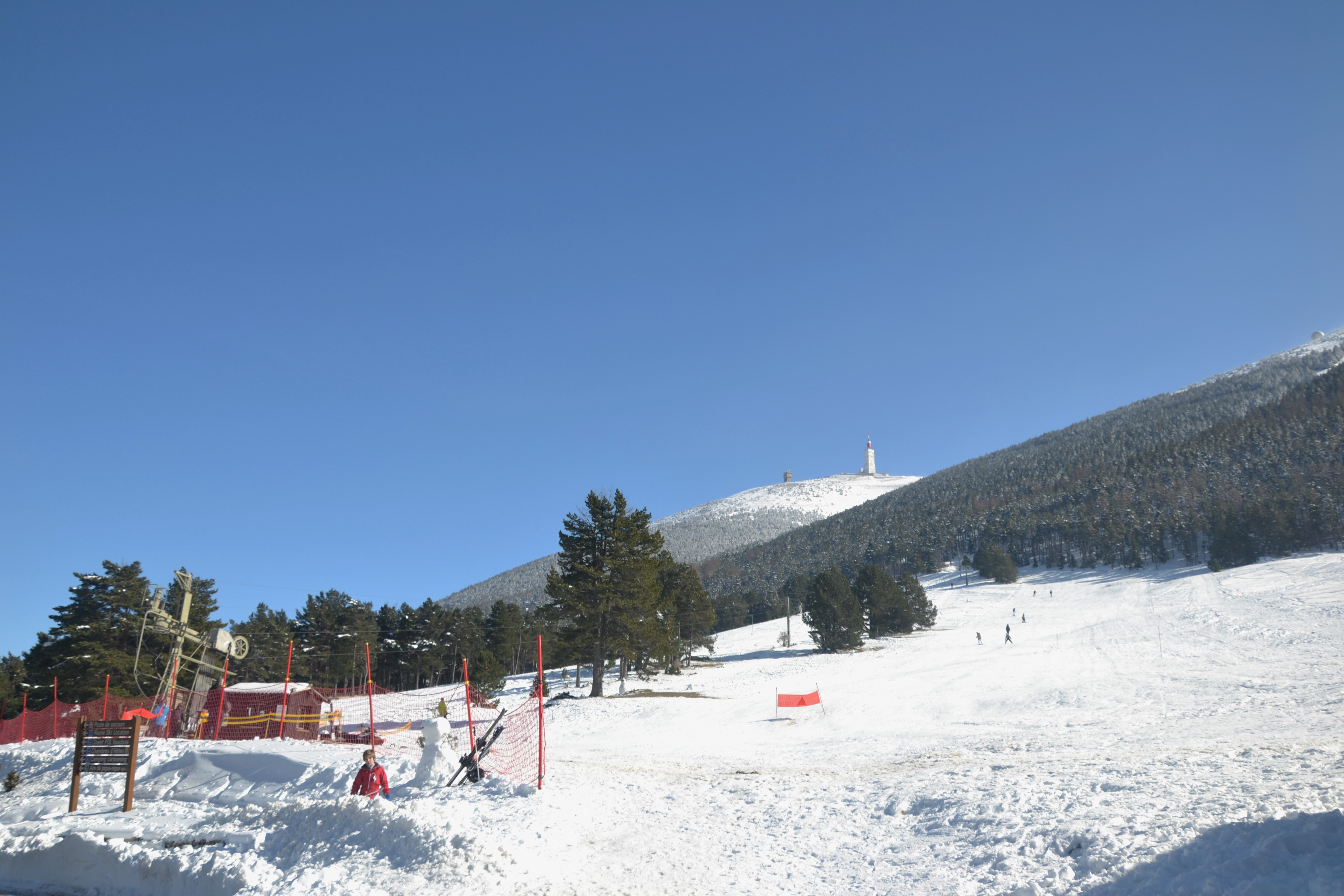
Piste de ski du Mont-Serein et vue sur le sommet du mont Ventoux.

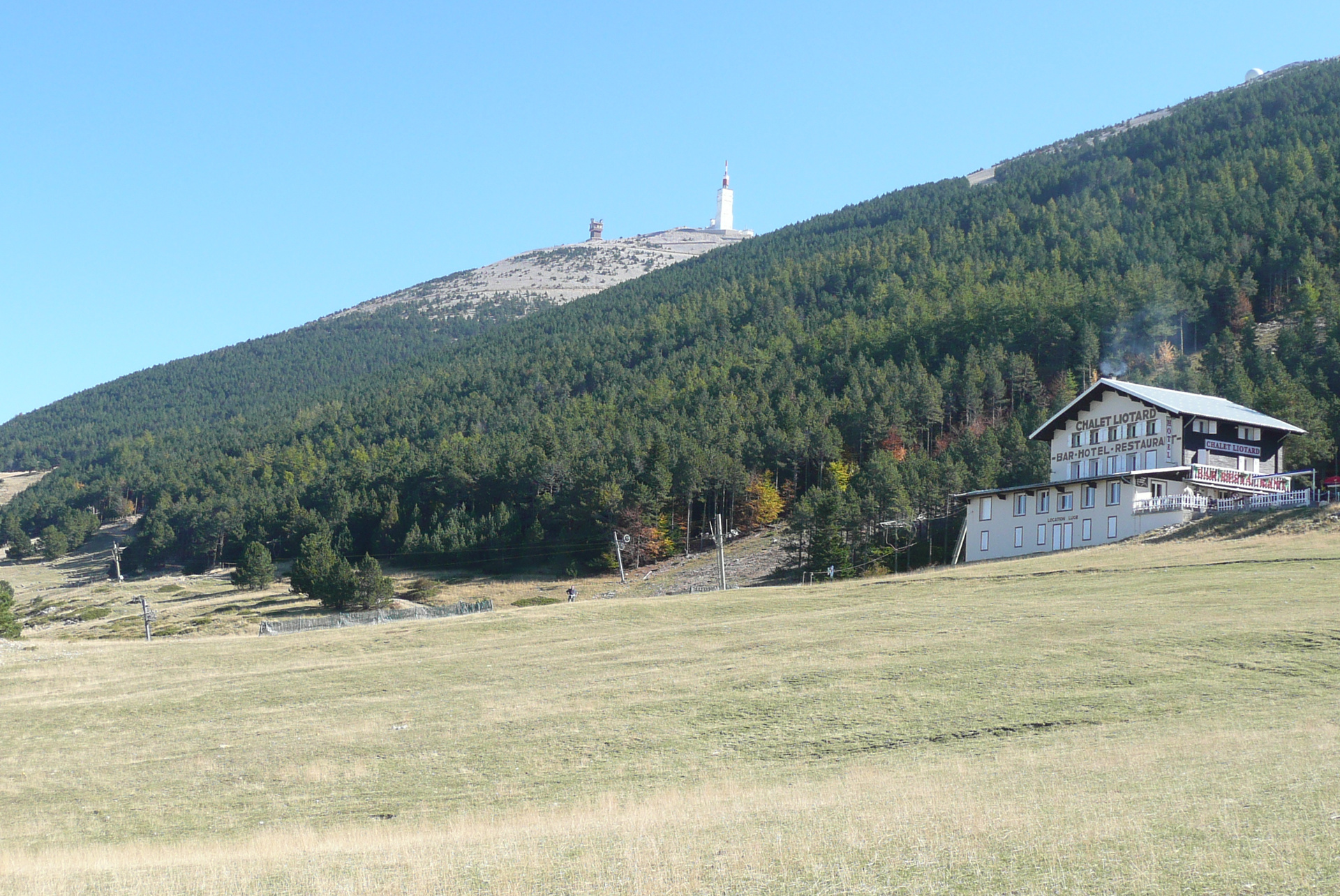
La station du Mont-Serein et le mont Ventoux en arrière-plan.

La pratique du ski sur le mont Ventoux commença au début des années 1920, à l'instigation de l'écrivain, peintre et alpiniste Pierre de Champeville, alors chargé du Syndicat d’initiative de Carpentras et du Mont Ventoux qu'il a fondé. Convaincu du potentiel touristique du mont Ventoux en saison hivernale, il crée la station du Chalet Reynard en février 1927. Ce n'est que quatre ans plus tard, à la suite d'un « ski perdu », basculant depuis le sommet dans le ravin de Fontfiole, pour glisser jusqu’au plateau du mont Serein, que le lieu est « redécouvert ». Il était, jusque-là, utilisé uniquement par les bergers pour les estives.
Une station de ski s'est établie sur les pentes du mont Serein au début des années 1930. C'est à cette époque que fut ouverte une route secondaire passant par le mont Serein reliant Malaucène au sommet du Ventoux.
Dans les années 1930, les premiers remonte-pentes sont installés. Il s’agit alors de deux installations faites de cordes et de moteurs de camion qui hissent les skieurs sur les lieux-dits de la Lisière et du Gros Pin.
Dans les années 1960, l’association pour la pratique des sports d’hiver au mont Ventoux (APSHMV) met en place les premiers téléskis. De 1980 à 1992, la régie autonome du mont Ventoux (RAMV) prend le relais, suivie après cette date par l’association pour le développement et la promotion du mont Ventoux (ADPMV), pour gérer la station de ski du Mont-Serein.

## Activités

### Station de sports d'hiver
Des activités sont proposées en toute saison. La station comporte 12 kilomètres de pistes de ski alpin, accessibles par 9 téléskis, 7 kilomètres de ski nordique, et 8 kilomètres pour la randonnée en raquettes. Deux domaines sont réservés pour le surf et la luge. Le domaine skiable s'étend de 1 400 à 1 800 mètres d'altitude. En outre, deux pistes sont homologuées par la Fédération française de ski. Ces dernières, portant le nom de « piste en S », permettent de skier le slalom spécial et slalom géant.

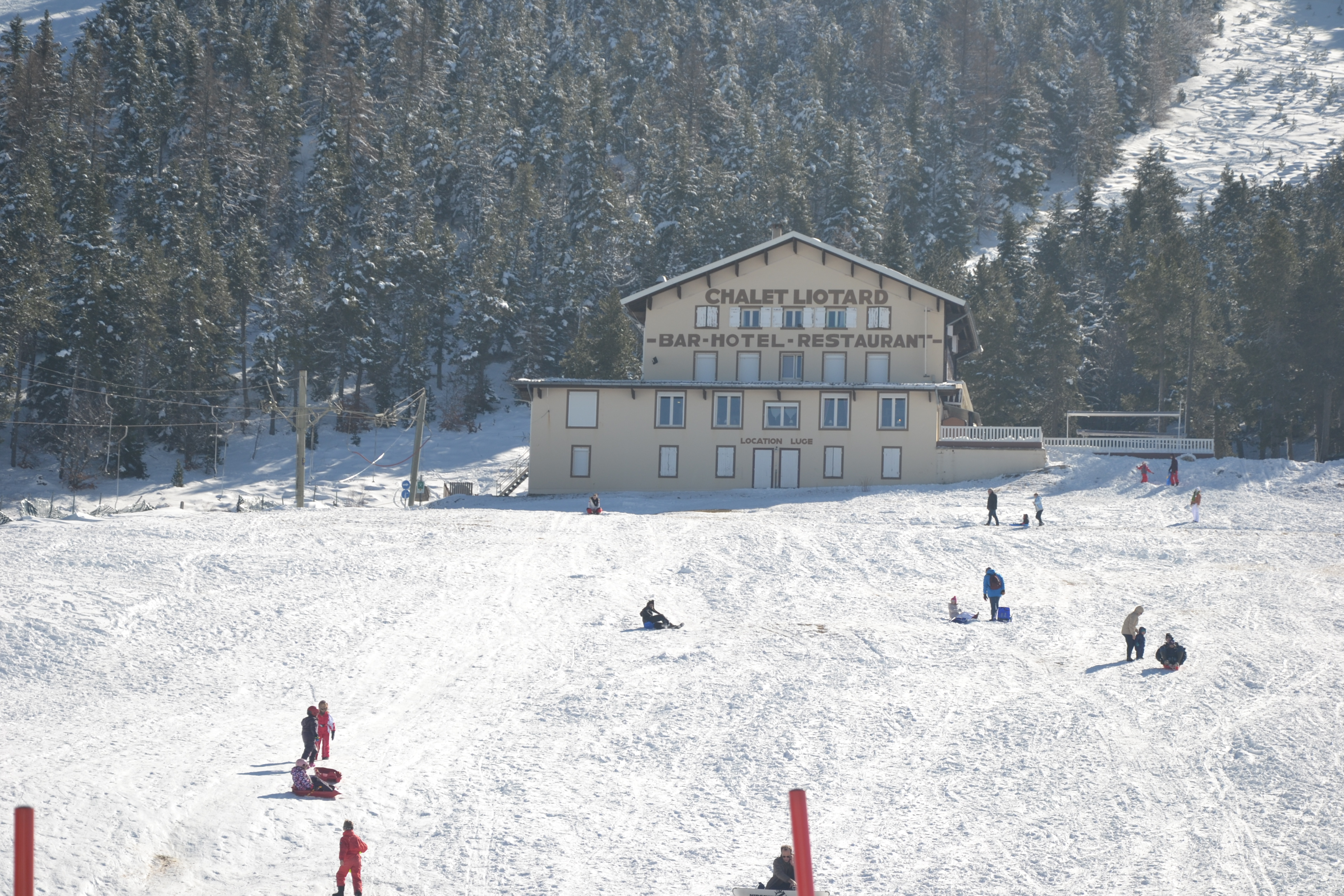
Piste de luge au Mont-Serein et chalet Liotard.
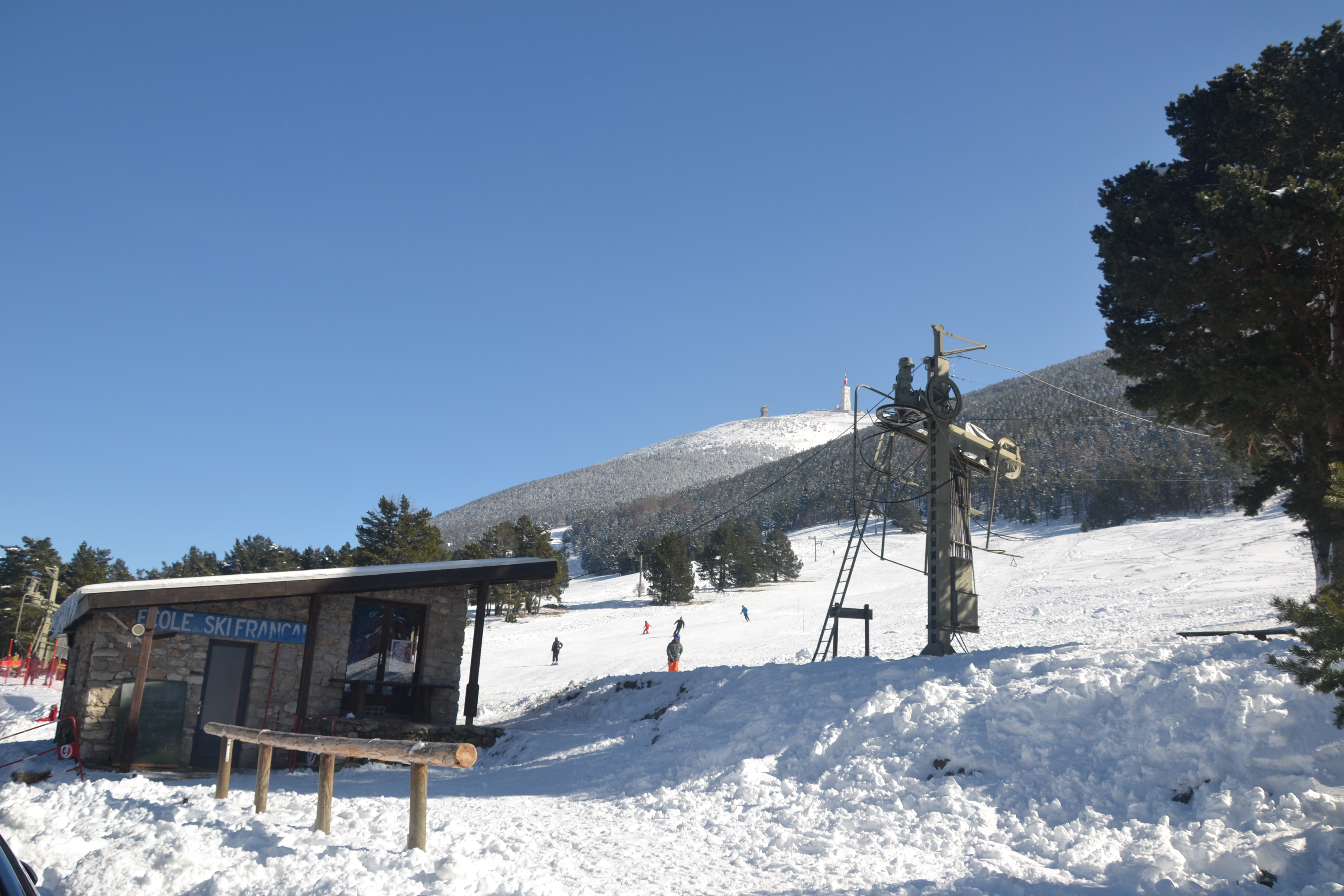
École de ski du Mont-Serein.
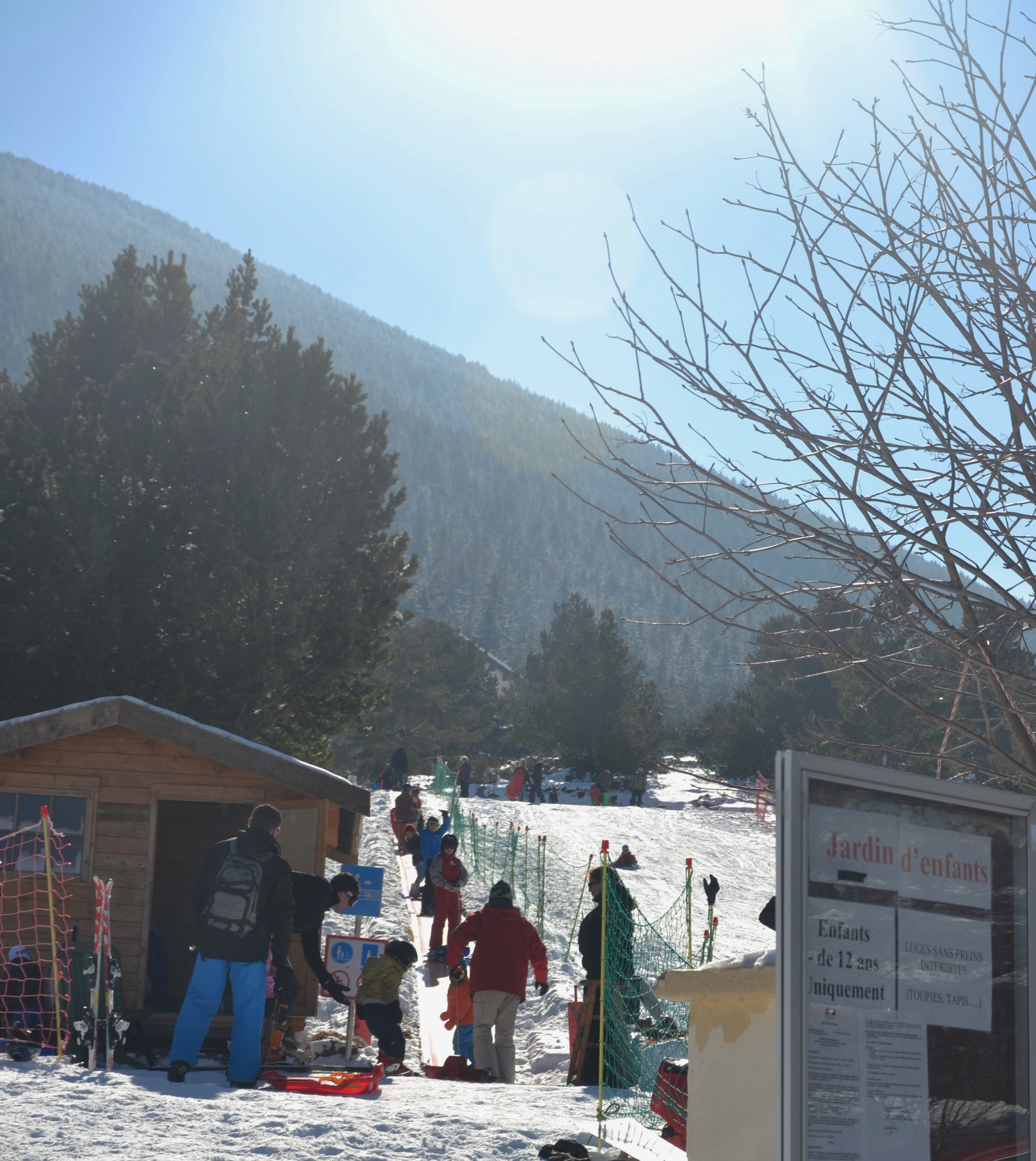
Club pour luges enfants au Mont-Serein.
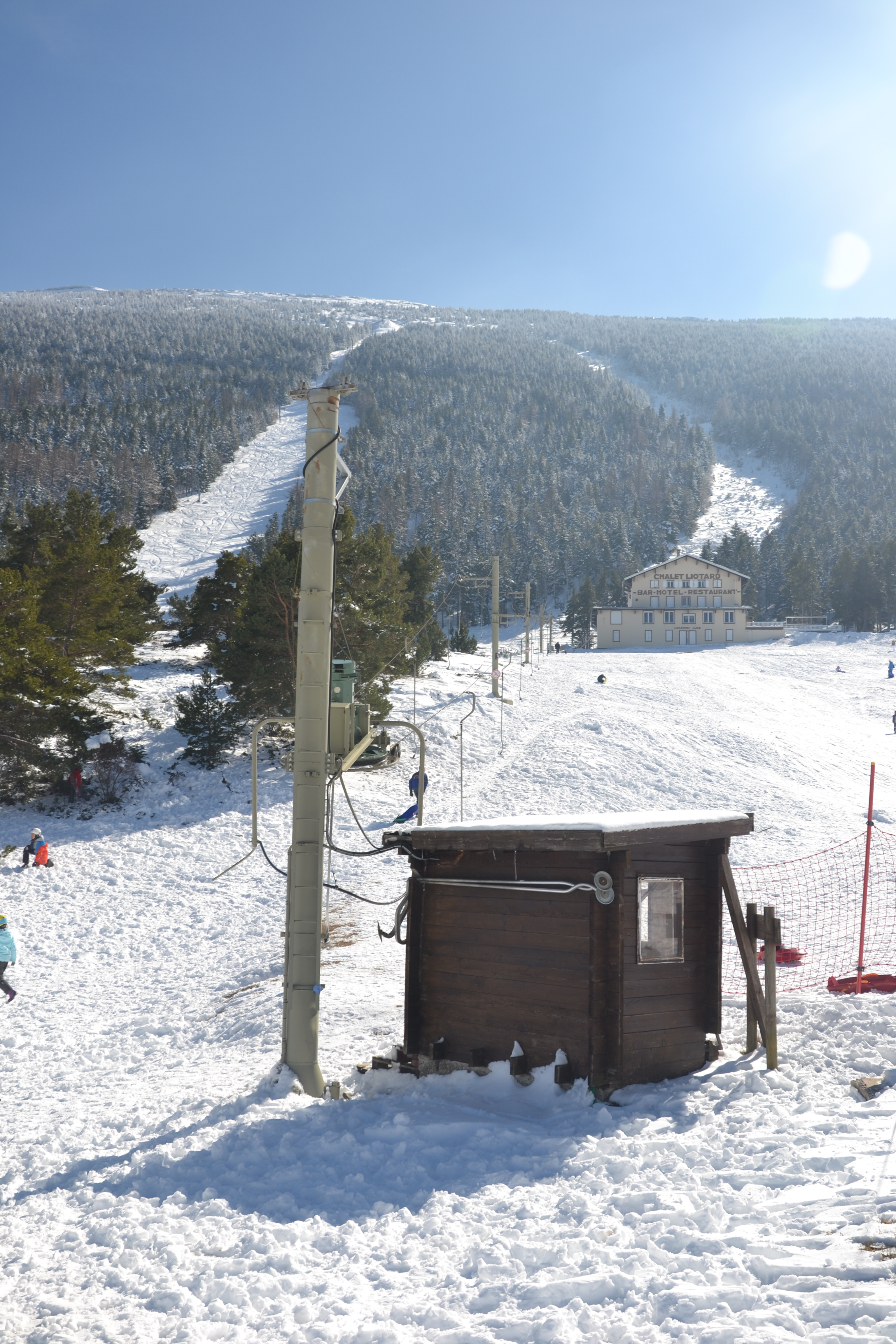
Paysage du mont Serein.

### Période estivale
Des activités d'été sont également proposées : randonnées pédestres et équestres (GR4 et GR9), un sentier découverte Jean-Henri Fabre, parapente. En juillet et août, la station propose également l'après-midi des descentes en dévalkart, sur la piste de la lisière.

### Économie touristique
En dehors de l'école de ski et la vente de forfaits, la station induit une activité économique, du fait de la présence de commerces : plusieurs restaurants, ouverts à l'année, hôtels, loueurs de skis, activités sportives d'été, comme l'accrobranche. En 2010, la fréquentation hôtelière hivernale est estimée à 15 % des nuitées annuelles.